# Mare de Déu del Socors (el Pont de Claverol)
La Mare de Déu del Socors és una ermita del poble del Pont de Claverol, pertanyent al municipi de Conca de Dalt, al Pallars Jussà. Fins al 1969 formava part del terme municipal de Claverol.

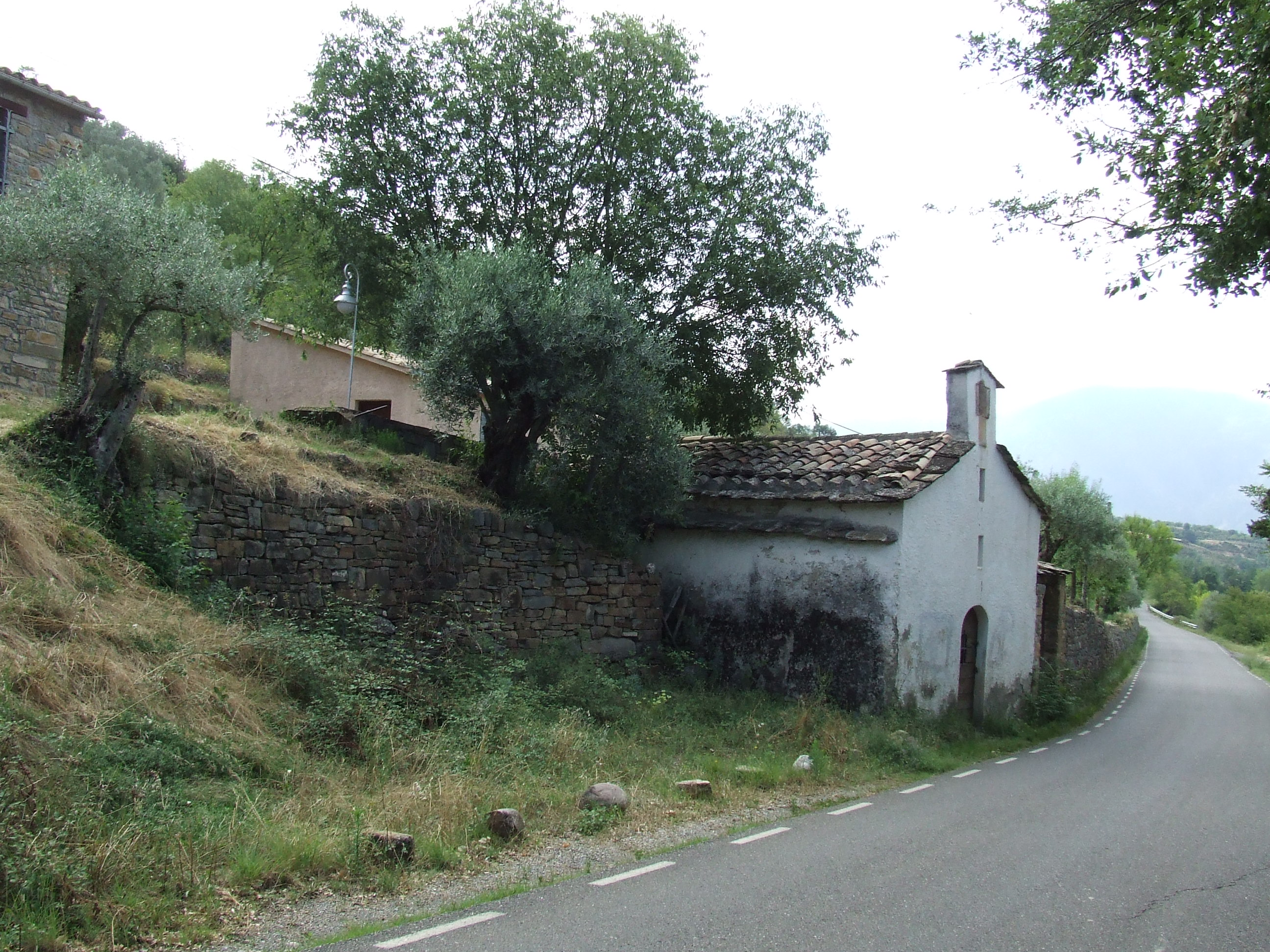
L'ermita, en el seu entorn

Aquesta església és al peu mateix de la carretera que des del Pont de Claverol mena als pobles d'Aramunt, Sant Martí de Canals i Pessonada, en el lloc on aquesta carretera passa més a ran de la Noguera Pallaresa, a la cua del pantà de Sant Antoni.
És un edifici petit, d'una sola nau amb absis a llevant. És, molt probablement, d'època moderna, i no té cap detall que la faci arquitectònicament particular.